# Lenguas malayo-polinesias orientales
Las lenguas malayo-polinesias orientales son un subgrupo del malayo-polinesio centroriental. Está formada por 500 lenguas dentro de los siguientes grupos:
- Lenguas Halmahera-Cenderawasih
- Lenguas oceánicas

## Comparación léxica
Los numerales en diferentes ramas de las lenguas Halmahera-Cenderawasih son:
| GLOSA | PROTO- HALMAHERA- CENDERAWASIH | PROTO- OCEÁNICO   | PROTO- MP ORIENTAL |
| ----- | ------------------------------ | ----------------- | ------------------ |
| 1     | *-sa/ (*-tem)                  | *tasa~*tai / *esa | *esa               |
| 2     | *ruw                           | *rua              | *ruwa              |
| 3     | *tolu                          | *tolu             | *tolu              |
| 4     | *pati                          | *pati~ *pani      | *pati              |
| 5     | *lima                          | *lima             | *lima              |
| 6     | *wonom                         | *onom             | *onom              |
| 7     | *pitu                          | *pitu             | *pitu              |
| 8     | *walu                          | *walu             | *walu              |
| 9     | *siwa                          | *śiwa             | *śiwa              |
| 10    | *sam-pul                       | *sa-[ŋa]-puluq    | *sa-ŋa-puluq       |
- Datos: Q940966